# Handbook of the Birds of the World
Handbook of the Birds of the World (HBW, lit. Manual de las aves del mundo) es una serie literaria formada por diecisiete volúmenes publicados en inglés por la editorial española Lynx Edicions en colaboración con BirdLife International. Tiene la distinción de ser el Manual de animales más grande y completo que existe en la actualidad, Es el primer manual destinado para cubrir todas las especies vivientes conocidas de aves. La serie es editada por Josep del Hoyo Calduch, Andrew Elliott, Jordi Sargatal y David A Christie. Además se acredita de ser la serie literaria más importante a nivel mundial producida en España, solo superada por los trabajos de Miguel de Cervantes.
Está formada por 16 volumenes, junto a un volumen adicional. Esta obra dió por primera vez a una clase del reino animal (las aves), el tener a la totalidad de sus especies ilustradas y tratadas en detalle en una sola obra literaria de tipo científico. Esto no se había hecho antes para ningún otro grupo en el reino animal.
El material contenido en cada volumen se agrupa por primera vez según la familia de aves, con un artículo introductorio para cada familia; esto es seguido por las características individuales de las especies (taxonomía, subespecies y distribución, notas descriptivas, el hábitat, la alimentación y, la reproducción, los movimientos, el estado y la conservación, bibliografía). Además, todos los volúmenes, excepto el primero y el segundo contiene un ensayo sobre un tema ornitológico particular. Más de 200 especialistas de renombre y 35 ilustradores (incluyendo Toni Llobet , Hilary Burn , Chris Rose y H. Douglas Pratt ) de más de 40 países han contribuido al proyecto hasta ahora, así como 834 fotógrafos de todo el mundo.
Desde la salida del primer volumen que apareció en 1992, la serie ha recibido varios premios internacionales. El primer volumen fue seleccionado como «Libro de aves del año» por las revistas Birdwatch y British Birds , y el quinto volumen fue reconocido con el Outstanding Academic Title por Elección de la revista australiana Choice Magazine, y la revista de la American Library Association. El séptimo volumen, así como anteriores fue nombrado Libro de Aves del Año por Birdwatch y British Birds, también recibió la distinción de Mejor Libro de consulta de Pájaros en los 2002 Book Awards WorldTwitch, Con esta misma distinción también fue galardonado el Volumen 8, un año después en el 2003.
Los volúmenes individuales son especialmente grandes, con 32 cm por 25 cm, y un peso de entre 4 a 4,6 kg; se ha comentado en una reseña que el nombre "camión sostenedor elevador de libros" sería un mejor título.
Como complemento a la Guía de las Aves del Mundo y con el objetivo final de difundir el conocimiento sobre la avifauna del mundo, en 2002 Lynx Edicions comenzó la Internet Bird Collection (IBC). Se trata de un libre acceso, pero no libre con licencia, en línea de la biblioteca audiovisual de las aves del mundo con el objetivo de publicar videos, fotos y grabaciones de sonidos que muestran una variedad de aspectos biológicos (por ejemplo, subespecies, plumajes, alimentación, cría, etc) para cada especie. Es un esfuerzo sin fines de lucro impulsado por el material procedente de más de un centenar de colaboradores de todo el mundo.
Otro complemento es la base de datos en línea HBW Alive que fue lanzado a principios de julio de 2013 y que incluye las cuentas de la especie a partir de los 17 volúmenes publicados HBW.

## Volúmenes publicados
Una lista de volúmenes del Manual de las Aves del Mundo producidos hasta la fecha es el siguiente:

### Volumen 1: Avestruces a Patos
Este volumen fue publicado en 1992. A diferencia de los volúmenes posteriores, este no tiene un ensayo introductorio; en cambio, tiene una visión de 38 páginas hechas por Eduardo de Juana sobre la biología de las aves y un prólogo que da la bienvenida al proyecto HBW, por Christoph Imboden. Los Grupos cubiertos en este volumen son los siguientes:
| - Struthionidae (Avestruces) - Rheidae (Ñandúes) - Casuariidae (Casuarios) - Dromaiidae (Emúes) - Apterygidae (Kiwis) - Tinamidae (Tinamúes) - Spheniscidae (Pingüinos) - Gaviidae (Colimbos) - Podicipedidae (Somormujos y Zampullines) | - Diomedeidae (Albatros) - Procellariidae (Petreles y Pardelas) - Hydrobatidae (Paíños) - Pelecanoididae (Petreles buceadores) - Phaethontidae (Faetones) - Pelecanidae (Pelícanos) - Sulidae (Alcatraces y Piqueros) - Phalacrocoracidae (Cormoranes) - Anhingidae (Patos aguja) | - Fregatidae (Rabihorcados) - Ardeidae (Garzas) - Scopidae (Avemartillo) - Ciconiidae (Cigüeñas) - Balaenicipitidae (Picozapato) - Threskiornithidae (Ibis y Espátulas) - Phoenicopteridae (Flamencos) - Anhimidae (Chajás) - Anatidae (Patos, Gansos y Cisnes) |

### Volumen 2: Buitres del nuevo mundo hasta las aves de Guinea
Este volumen fue publicado en 1994, cuenta con un prólogo de Walter J. Bock sobre la organización de la información en HBW. Los Grupos cubiertos en este volumen son los siguientes:
| - Cathartidae (New World Vultures) - Pandionidae (Osprey) - Accipitridae (Hawks And Eagles) - Sagittariidae (Secretarybird) - Falconidae (Falcons And Caracaras) - Megapodiidae (Megapodes) | - Cracidae (Chachalacas, Guans And Curassows) - Meleagrididae (Turkeys) - Tetraonidae (Grouse) - Odontophoridae (New World Quails) - Phasianidae (Pheasants And Partridges) - Numididae (Guineafowl) |

### Volumen 3: Hoatzin a Auks
Este volumen fue publicado en 1996, cuenta con un ensayo introductorio de Robert Bateman en "Arte y Naturaleza". Los Grupos cubiertos en este volumen son los siguientes:
| - Opisthocomidae (Hoatzin) - Mesitornithidae (Mesites) - Turnicidae (Buttonquails) - Gruidae (Cranes) - Aramidae (Limpkin) - Psophiidae (Trumpeters) - Rallidae (Rails, Gallinules And Coots) - Heliornithidae (Finfoots) - Rhynochetidae (Kagu) - Eurypygidae (Sunbittern) | - Cariamidae (Seriemas) - Otididae (Bustards) - Jacanidae (Jacanas) - Rostratulidae (Painted Snipes) - Dromadidae (Crab Plover) - Haematopodidae (Oystercatchers) - Ibidorhynchidae (Ibisbill) - Recurvirostridae (Avocets, Stilts) - Burhinidae (Thick-Knees) - Glareolidae (Pratincoles, Coursers) | - Charadriidae (Plovers) - Scolopacidae(Sandpipers And Allies) - Pedionomidae (Plains-Wanderer) - Thinocoridae (Seedsnipes) - Chionidae (Sheathbills) - Stercorariidae (Skuas) - Laridae (Gulls) - Sternidae (Terns) - Rhynchopidae (Skimmers) - Alcidae (Auks) |

### Volumen 4: Ganga para Cucos
Este volumen fue publicado en 1997, cuenta con un ensayo introductorio sobre "Especies Conceptos y Límites entre especies en la Ornitología" por Jürgen Haffer. Los Grupos cubiertos en este volumen son los siguientes:
- Pteroclidae (Sandgrouse)
- Columbidae (Pigeons And Doves)
- Cacatuidae (Cockatoos)
- Psittacidae (Parrots)
- Musophagidae (Turacos)
- Cuculidae (Cuckoos)

### Volumen 5: De Lechuzas comunes a Colibríes
Este volumen fue publicado en 1999, cuenta con un ensayo introductorio sobre "Indicadores de Riesgo y Evaluación de la Situación en los pájaros" por Nigel J. Collar. Los Grupos cubiertos en este volumen son los siguientes:
| - Tytonidae (Barn-Owls) - Strigidae (Typical Owls) - Steatornithidae (Oilbird) - Aegothelidae (Owlet-Nightjars) - Podargidae (Frogmouths) | - Nyctibiidae (Potoos) - Caprimulgidae (Nightjars) - Apodidae (Swifts) - Hemiprocnidae (Tree-Swifts) - Trochilidae (Hummingbirds) |

### Volumen 6: Mousebirds a Cálaos
Este volumen fue publicado en el 2001, tiene un ensayo introductorio titulado "Sobre la vida aviar Bioacústica" por Luis Baptista y Don Kroodsma. Los Grupos cubiertos en este volumen son los siguientes:
| - Coliidae (Mousebirds) - Trogonidae (Trogons) - Alcedinidae (Kingfishers) - Todidae (Todies) - Momotidae (Motmots) - Meropidae (Bee-Eaters) | - Coraciidae (Rollers) - Brachypteraciidae (Ground-Rollers) - Leptosomidae (Cuckoo-Rollers) - Upupidae (Hoopoes) - Phoeniculidae (Wood-Hoopoes) - Bucerotidae (Hornbills) |

### Volumen 7: Jacamares a pájaros carpinteros
Este volumen fue publicado en 2002 y cuenta con un ensayo introductorio sobre "Aves extintas" por Errol Fuller. los Grupos cubiertos en este volumen son los siguientes:
- Galbulidae (Jacamars)
- Bucconidae (Puffbirds)
- Capitonidae (Barbets)
- Ramphastidae (Toucans)
- Indicatoridae (Honeyguides)
- Picidae (Woodpeckers)

### Volumen 8: broadbills a Tapaculos
Este volumen fue publicado en el 2003, tiene un ensayo introductorio sobre "La historia de la clasificación de las aves" por Murray Bruce. Los Grupos cubiertos en este volumen son los siguientes:
| - Eurylaimidae (Broadbills) - Philepittidae (Asities) - Pittidae (Pittas) - Furnariidae (Ovenbirds) - Dendrocolaptidae (Woodcreepers) | - Thamnophilidae (Typical Antbirds) - Formicariidae (Ground-Antbirds) - Conopophagidae (Gnateaters) - Rhinocryptidae (Tapaculos) |

### Volumen 9: Cotingas a bisbitas y lavanderas
Este volumen fue publicado en el 2004, cuenta con un ensayo introductorio sobre "Nomenclatura de la Ornitología" por Richard Bancos. Los Grupos cubiertos en este volumen son los siguientes:
| - Cotingidae (Cotingas) - Pipridae (Manakins) - Tyrannidae (Tyrant-Flycatchers) - Acanthisittidae (New Zealand Wrens) - Atrichornithidae (Scrub-Birds) | - Menuridae (Lyrebirds) - Alaudidae (Larks) - Hirundinidae (Swallows And Martins) - Motacillidae (Pipits And Wagtails) |

### Volumen 10: Cuco-alcaudones a Thrushes
Este volumen fue publicado en 2005 y cuenta con un ensayo introductorio sobre "La Ecología y el impacto de aves no indígenas" por Daniel Sol , Tim Blackburn , Phillip Cassey , Richard Duncan y Jordi Clavell. Los Grupos cubiertos en este volumen son los siguientes:
| - Campephagidae (Cuckoo-shrikes) - Pycnonotidae (Bulbuls) - Chloropseidae (Leafbirds) - Irenidae (Fairy-Bluebirds) - Aegithinidae (Ioras) - Ptilogonatidae (Silky-Flycatchers) - Bombycillidae (Waxwings) | - Hypocoliidae (Hypocolius) - Dulidae (Palmchat) - Cinclidae (Dippers) - Troglodytidae (Wrens) - Mimidae (Mockingbirds And Thrashers) - Prunellidae (Accentors) - Turdidae (Thrushes) and a part of the subfamily Saxicolinae (Chats) which is now part of family Muscicapidae (HBW 11) |

### Volumen 11: Viejo Mundo papamoscas al Viejo mundo currucas
Publicado en septiembre de 2006 y consta de un ensayo introductorio sobre "La importancia ecológica de las poblaciones de aves" por Cagan Sekercioglu con un prefacio de Paul R. Ehrlich. Los Grupos cubiertos en este volumen son los siguientes:
| - Muscicapidae (Old World Flycatchers) - Platysteiridae (Batises & Wattle-eyes) - Rhipiduridae (Fantails) - Monarchidae (Monarch-flycatchers) | - Regulidae (Kinglets & Firecrests) - Polioptilidae (Gnatcatchers) - Cisticolidae (Cisticolas & allies) - Sylviidae (Old World Warblers) |

### Volumen 12: Picathartes a Tetas y Carboneros
Publicado en octubre de 2007 con un prólogo de "Fósiles de Aves" hecho por Kevin J. Caley. Los Grupos cubiertos en este volumen son los siguientes:
| - Picathartidae (Picathartes) - Timaliidae (Babblers) - Paradoxornithidae (Parrotbills) - Pomatostomidae (Australasian Babblers) - Orthonychidae (Logrunners) | - Eupetidae (Jewel-babblers and allies) - Pachycephalidae (Whistlers) - Petroicidae (Australasian Robins) - Maluridae (Fairy-wrens) - Dasyornithidae (Bristlebirds) | - Acanthizidae (Australasian warblers and Thornbills) - Epthianuridae (Australian Chats) - Neosittidae (Sittellas) - Climacteridae (Australasian Treecreepers) - Paridae (Tits and Chickadees) |

### Volumen 13: De Moscón-tetas a Alcaudones
Publicado en octubre de 2008 con un ensayo introductorio sobre "Migración de Aves" hecho por Ian Newton. Los Grupos cubiertos en este volumen son los siguientes:
| - Remizidae (Penduline-tits) - Aegithalidae (Long-tailed Tits) - Sittidae (Nuthatches) - Tichodromadidae (Wallcreeper) - Certhiidae (Treecreepers) - Rhabdornithidae (Rabdornis) | - Nectariniidae (Sunbirds) - Melanocharitidae (Berrypeckers and Longbills) - Paramythiidae (Painted Berrypeckers) - Dicaeidae (Flowerpeckers) - Pardalotidae (Pardalotes) | - Zosteropidae (White-eyes) - Promeropidae (Sugarbirds) - Meliphagidae (Honeyeaters) - Oriolidae (Orioles) - Laniidae (Shrikes) |

### Volumen 14: Arbusto-alcaudones a Gorriones del viejo Mundo
Publicado en octubre de 2009 Con el prólogo  "Aves Pasado, Presente y Futuro - una visión global" hecho por Stephen musgo. Los Grupos cubiertos en este volumen son los siguientes:
| - Malaconotidae (Bush-shrikes) - Prionopidae (Helmet-shrikes) - Vangidae (Vangas) - Dicruridae (Drongos) - Callaeatidae (Wattlebirds) - Notiomystidae (Stitchbird) - Grallinidae (Magpie-larks) - Corcoracidae (White-winged Chough and Apostlebird) - Artamidae (Woodswallows) | - Pityriaseidae (Bornean Bristlehead) - Cracticidae (Butcherbirds) - Paradisaeidae (Birds-of-paradise) - Ptilonorhynchidae (Bowerbirds) - Corvidae (Crows) - Buphagidae (Oxpeckers) - Sturnidae (Starlings) - Passeridae (Old World Sparrows) |

### Volumen 15: Tejedores a currucas del Nuevo Mundo
Publicado en octubre de 2010 Con el prólogo de "Conservación de las aves del mundo" hecho por Stuart Butchart, Nigel Collar, Alison Stattersfield y Leon Bennun. Los Grupos cubiertos en este volumen son los siguientes:
| - Ploceidae (Weavers) - Estrildidae (Waxbills) - Viduidae (Indigobirds) - Vireonidae (Vireos) - Fringillidae (Finches) - Drepanididae (i.e. subfamily Drepanidinae in recent taxonomies) (Hawaiian Honeycreepers) - Parulidae (New World Warblers) |

### Volumen 16: Cardenales a Mirlos del Nuevos Mundo
Publicado en diciembre de 2011. Los Grupos cubiertos en este volumen son los siguientes:
- Thraupidae (Tanagers)
- Cardinalidae (Cardinals)
- Emberizidae (Buntings and New World Sparrows)
- Icteridae (New World Blackbirds)

### Volumen Especial: Nuevas Especies y Global Index
Publicado en julio de 2013, con una completa introducción hecha por Jon Fjeldså sobre los cambios en macro-sistemas de aves y un prólogo sobre la historia de BirdLife International. Con una descripción de 84 nuevas especies, incluyendo 15 descripciones científicas de aves amazónicas recién descubiertas.

### Lista de control: Los No Paseriformes
Publicado en julio de 2014 HBW y BirdLife International Illustrated, tiene una Lista de verificación de las Aves del Mundo. Representando a todos los no paseriformes con dibujos y mapas. Además, informa de las especies extintas desde 1500.

### Lista de control: Paseriformes
Lynx-BirdLife una lista de chequeo taxonómica. Representando todos los paseriformes con dibujos y mapas. Será liberada durante 2016.